# Стэндинг, Джоан
Джоан Стэндинг (англ. Joan Standing, 21 июня 1903 — 3 февраля 1979) — английская актриса. За свою карьеру с 1919 по 1940 годы снялась в 63 фильмах, в основном в эпизодических ролях.

## Избранная фильмография
- 1940 — Маленький Эбнер / Li'l Abner — Китти Хупс
- 1936 — Юный лорд Фаунтлерой / Little Lord Fauntleroy — Даусон
- 1934 — Бродвей Билл / Broadway Bill — Секретарь (в титрах не указана)
- 1934 — Джейн Эйр / Jane Eyre  — Дэйзи
- 1932 — Американское безумие / American Madness — Паникующий депонент (в титрах не указана)
- 1931 — Век любви / The Age for Love — Элеанор
- 1931 — Дракула / Dracula — Бриггс
- 1930 — Улица удачи / Street of Chance — Мисс Эбрамс
- 1927 — Первая ночь / The First Night — Миссис Миллер
- 1924 — Алчность / Greed — Селина
- 1924 — Пустые сердца / Empty Hearts — Хильда
- 1924 — Счастье / Happiness — Дженни
- 1922 — Оливер Твист / Oliver Twist — Шарлотт